# 莱州市 (越南)
莱州市（越南语：／）是越南莱州省的省莅。面积70.77平方千米，2019年总人口为81777人。

## 地理
莱州市东临三塘县，西临生胡县。

## 历史
莱州市原为三塘县丰收市镇。
元朝統治時期，曾為寧遠州治所在地。
2003年11月26日，越南国会通过决议，将原莱州省分设为奠边省和新的莱州省，新的莱州省省莅设在三塘县丰收市镇。
2004年10月10日，三塘县以丰收市镇、稔陇社、三塘社1市镇3社和宋派社部分区域析置莱州市社，丰收市镇分设为决胜坊、新丰坊和团结坊，稔陇社部分区域划归决胜坊和新丰坊，宋派社区域分别划归团结坊和稔陇社，三塘社改名为山胜社。
2012年11月2日，莱州市社新丰坊和山胜社析设东丰坊，决胜坊析设决进坊。
2013年2月1日，莱州市社被评定为三级城市。
2013年12月27日，莱州市社改制为萊州市。
2020年1月10日，三塘县宋派社划归莱州市管辖，稔陇社并入宋派社。

## 行政区划
莱州市下辖5坊2社，市人民委员会位于决进坊。
- 决胜坊（Phường Quyết Thắng）
- 团结坊（Phường Đoàn Kết）
- 新丰坊（Phường Tân Phong）
- 东丰坊（Phường Đông Phong）
- 决进坊（Phường Quyết Tiến）
- 山胜社（Xã San Thàng）
- 宋派社（Xã Sùng Phài）